# Macrocerides trinitatis
Macrocerides trinitatis är en tvåvingeart som beskrevs av Borgmeier 1969. Macrocerides trinitatis ingår i släktet Macrocerides och familjen puckelflugor. Inga underarter finns listade i Catalogue of Life.